# 徳島トヨタ自動車
徳島トヨタ自動車株式会社（とくしまトヨタじどうしゃ）は、徳島県徳島市に本社を置く、トヨタ自動車の販売会社（トヨタ店）。
徳島県を中心に複数の自動車販売ディーラーを展開するTAGroupの中核組織。

## 沿革
- 1944年10月 - 設立。

## 拠点
- 徳島店：徳島市昭和町4丁目25番地
- 鳴門店：鳴門市大津町木津野字池ノ内12-4
- 阿南店：阿南市宝田町荒井9
- 鴨島店：吉野川市鴨島町麻植塚麻山北129-6
- AUTO MALL Lounge：徳島市南末広町4-1 イオンモール徳島１階

- オートモール徳島：徳島市中前川町5丁目1-300

同一敷地内に独立したグループ店舗を構えるオートモール。オープン時は姉妹会社のトヨタオート徳島（→ネッツトヨタ徳島）との合同店舗で、「アトラツイン」を名称としていた。その後、関連会社による輸入車ディーラーを中心に取り扱いブランドが増加し、名称を変更。なおネッツトヨタ徳島の店舗は2020年に閉店している。
- 徳島トヨタ本社事務所（昭和町より移転。徳島スズキ2F）
- 徳島トヨタオートモール店
- レクサス徳島（2021年10月、徳島市昭和町4丁目24に所在した単独店舗からオートモール内に移転）
- フォルクスワーゲン徳島中央
- U-Car Shop
- MINI徳島（徳島カーズ株式会社）
- スズキアリーナオートモール店（徳島スズキ）
- フィアットアバルト徳島（徳島スズキ）
- ジャガーランドローバー徳島（徳島モータース株式会社）
- GR Garage オートモール徳島
- TAG Store

- オートモール徳島ウエスト：美馬市脇町字拝原1560-6
  - 旧徳島トヨタ脇町店、2024年7月名称変更、2024年10月三加茂店閉店により販売エリア統合。TAG Store併設。

## 関連会社
- ネッツトヨタ徳島株式会社
- 徳島スズキ株式会社
- 株式会社トヨタレンタリース東四国